# BKMA Jerevan
BKMA Jerevan, mimo Arménii používaný název – CSKA Jerevan (arménsky: Ֆուտբոլային Ակումբ „ԲԿՄԱ“ Երևան) byl arménský vojenský fotbalový klub sídlící ve městě Jerevan. Klub byl založen v roce 1948 jako Dom oficerov Jerevan, zanikl v roce 1997 kvůli finančním problémům.

## Historické názvy
Zdroj:
- 1948 – DO Jerevan (Dom oficerov Jerevan)
- 1951 – ODO Jerevan (Okružnoj dom oficerov Jerevan)
- 1957 – SKVO Jerevan (Sportivnyj klub vojennogo okruga Jerevan)
- 1960 – SKA Jerevan (Sportivnyj klub armij Jerevan)
- 1991 – CSKA Jerevan (Centralnyj sportivnyj klub armij Jerevan)

## Umístění v jednotlivých sezonách
Zdroj:
Legenda: Z – zápasy, V – výhry, R – remízy, P – porážky, VG – vstřelené góly, OG – obdržené góly, +/- – rozdíl skóre, B – body, červené podbarvení – sestup, zelené podbarvení – postup, fialové podbarvení – reorganizace, změna skupiny či soutěže
| Arménie (1994 – 1997) |                   |        |    |    |   |    |    |    |     |    |        |
| Sezóny                | Liga              | Úroveň | Z  | V  | R | P  | VG | OG | +/- | B  | Pozice |
| 1994                  | Aradżin chumb     | 2      | 18 | 11 | 3 | 4  | 49 | 20 | +29 | 25 | 3.     |
| 1995/96               | Aradżin chumb     | 2      | 22 | 13 | 5 | 4  | 63 | 17 | +46 | 44 | 2.     |
| 1996/97               | Bardsragujn chumb | 1      | 22 | 1  | 1 | 20 | 10 | 56 | -46 | 4  | 12.    |